# 교토소사대
교토소사대(일본어: 京都所司代)는 근세 일본의 역직으로 교토의 행정기관이다. 1568년 오다 노부나가에 의해 만들어졌으며 에도 시대에도 존속하였다.

## 아즈치모모야마 시대의 교토쇼시다이
1. 무라이 사다카쓰(村井貞勝)
2. 구와바라 사다나리(桑原貞成)
3. 스기하라 이에쓰구(杉原家次)
4. 아사노 나가마사(浅野長政)
5. 마에다 겐이(前田玄以)
6. 이시다 미쓰나리(石田三成)
7. 마시타 나가모리(増田長盛)

## 에도 시대의 역대 교토쇼시다이
1. 오쿠다이라 노부마사(奥平信昌, 1600년－1601년)
2. 이타쿠라 가쓰시게(板倉勝重, 1601년－1619년)
3. 이타쿠라 시게무네(板倉重宗, 1619년－1654년)
4. 마키노 지카시게(牧野親成, 1654년－1668년)
5. 이타쿠라 시게노리(板倉重矩, 1668년－1670년)
6. 나가이 나오쓰네(永井尚庸, 1670년－1677년)
7. 도다 다다마사(戸田忠昌, 1678년－1681년)
8. 이나바 마사미치(稲葉正往, 1681년－1685년)
9. 쓰치야 마사나오(土屋政直, 1685년－1687년)
10. 나이토 시게요리(内藤重頼, 1687년－1690년)
11. 마쓰다이라 노부오키(松平信興, 1690년－1691년)
12. 오가사와라 나가시게(小笠原長重, 1691년－1697년)
13. 마쓰다이라 노부쓰네(松平信庸, 1697년－1714년)
14. 미즈노 다다유키(水野忠之, 1714년－1717년)
15. 마쓰다이라 다다치카(松平忠周, 1717년－1724년)
16. 마키노 히데시게(牧野英成, 1724년－1734년)
17. 도키 요리토시(土岐頼稔, 1734년－1742년)
18. 마키노 사다미치(牧野貞通, 1742년－1749년)
19. 마쓰다이라 스케쿠니(松平資訓, 1749년－1752년)
20. 사카이 다다모치(酒井忠用, 1752년－1756년)
21. 마쓰다이라 데루타카(松平輝高, 1756년－1758년)
22. 이노우에 마사쓰네(井上正経, 1758년－1760년)
23. 아베 마사스케(阿部正右, 1760년－1764년)
24. 아베 마사치카(阿部正允, 1764년－1768년)
25. 도이 도시사토(土井利里, 1769년－1777년)
26. 구제 히로아키라(久世広明, 1777년－1781년)
27. 마키노 사다나가(牧野貞長, 1781년ー1784년)
28. 도다 다다토(戸田忠寛, 1784년－1789년)
29. 오타 스케요시(太田資愛, 1789년－1792년)
30. 홋타 마사나리(堀田正順, 1792년－1798년)
31. 마키노 다다키요(牧野忠精, 1798년－1801년)
32. 도이 도시아쓰(土井利厚, 1801년－1802년)
33. 아오야마 다다히로(다다야스)(青山忠裕, 1802년－1804년)
34. 이나바 마사노부(稲葉正謖, 1804년－1806년)
35. 아베 마사요시(阿部正由, 1806년－1808년)
36. 사카이 다다유키(酒井忠進, 1808년－1815년)
37. 오쿠보 다다자네(大久保忠真, 1815년－1818년)
38. 마쓰다이라 노리히로(松平乗寛, 1818년－1822년)
39. 나이토 노부아쓰(内藤信敦, 1823년－1825년)
40. 마쓰다이라 야스토(松平康任, 1825년－1826년)
41. 미즈노 다다쿠니(水野忠邦, 1826년－1828년)
42. 마쓰다이라 무네아키라(松平宗発, 1828년－1832년)
43. 오타 스케토모(太田資始, 1832년－1834년)
44. 마쓰다이라 노부요리(松平信順, 1834년－1837년)
45. 도이 도시쓰라(土井利位, 1837년－1838년)
46. 마나베 아키카쓰(間部詮勝, 1838년－1840년)
47. 마키노 다다마사(牧野忠雅, 1840년－1843년)
48. 사카이 다다아키(酒井忠義, 1843년－1850년)
49. 나이토 노부치카(内藤信親, 1850년－1851년)
50. 와키사카 야스오리(脇坂安宅, 1851년－1857년)
51. 혼다 다다모토(本多忠民, 1857년－1858년)
52. 사카이 다다아키(酒井忠義, 1858년－1862년)
53. 마쓰다이라 무네히데(松平宗秀, 1862년, ※부임하지 않음. * 권한대행: 사카이 다다시게(酒井忠績, 1862년 5월 - 9월))
54. 마키노 다다유키(牧野忠恭, 1862년 9월－1863년 6월 11일)
55. 이나바 마사쿠니(稲葉正邦, 1863년－1864년)
56. 마쓰다이라 사다아키(松平定敬, 1864년－1867년)

## 같이 보기
- 봉행 (일본사)
- 로쿠하라 단다이